# Vojtěchův dub
Vojtěchův dub (také známý jako dub Václava Vojtěcha) je památný strom, který roste u rodného domu Václava Vojtěcha nedaleko Skřivan v okrese Hradec Králové. Mimo známého cestovatele dala stromu vyniknout i účast v celostátní anketě Strom roku 2006.

## Základní údaje
- název: Vojtěchův dub, dub Václava Vojtěcha
- výška: 28 m[1][2]
- obvod: 630 (1979)[3], 655 (1993)[3], 664 cm (1997)[3][1], 692 cm[2]
- výška koruny: 24 m[2]
- šířka koruny: 29 m[2]
- věk: 400 let[2]
- zdravotní stav: 3 (1997)[3]
- finalista soutěže Strom roku 2006 (3. místo)
- souřadnice: 50°16'44.45"N, 15°31'25.92"E

Dub roste u hájovny 2 kilometry severovýchodně od Skřivan (směrem na Myštěves)

## Stav stromu a údržba
Dub je zdravý, široce rozložitý, ve spodní části koruny je záměrně ponecháno několik suchých větví.

## Historie a pověsti
V hájovně pod dubem se roku 1901 narodil český cestoval a spisovatel Václav Vojtěch.

## Další zajímavosti
Strom se umístil na 3. místě ve finále ankety Strom roku 2006. Do soutěže byl navržen obcí Skřivany a polární sekcí České geografické společnosti. Strom a hájovna jsou součástí místní naučné stezky.

## Galerie

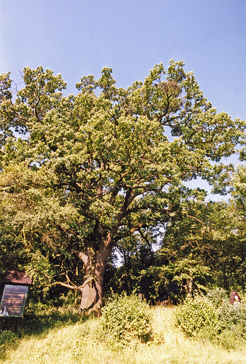
2005
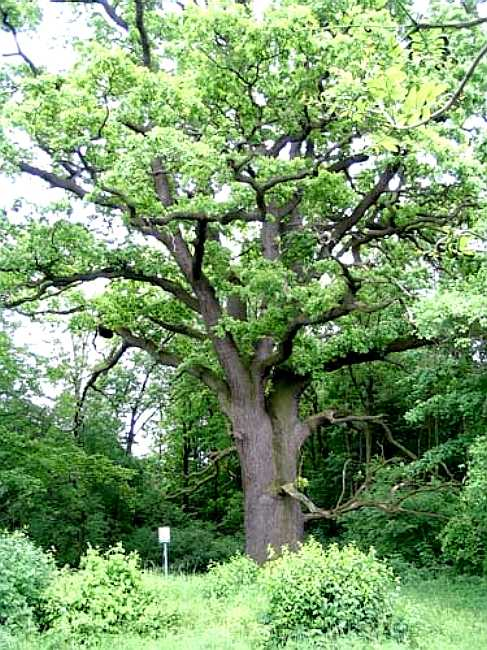
2006
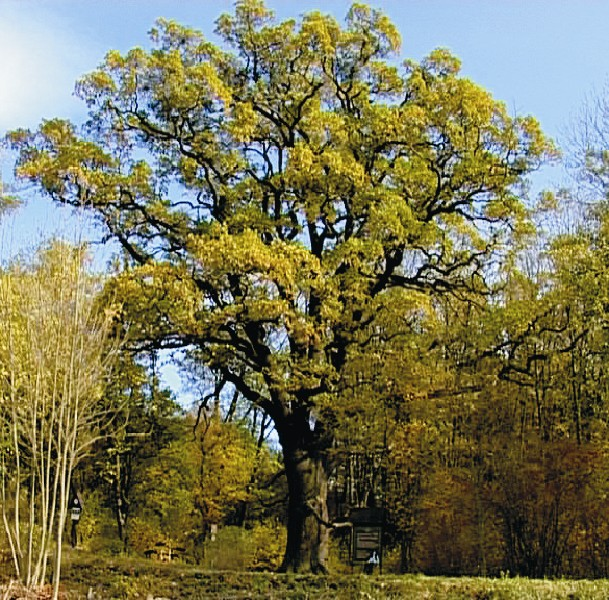
2007

## Památné a významné stromy v okolí
- Jasan ve Skřivanech
- Chotělické dřezovce (2 stromy, 7,5 km po silnici, 5,5 km polní cestou, SZ)
- Chotělické duby (2 stromy, 7,5 km po silnici, 5,5 km polní cestou, SZ)
- Jírovec na Loučné hoře (významný strom, 7,5 km po silnici, 4,5 km přes Loučnohorský les, S)
- Jasan u Starého Bydžova (8 km JZ)